# Van Halen II
A Van Halen II a Van Halen együttes második stúdióalbuma 1979-ből. A Billboard listáján a 6. helyet érte el, és csak Amerikában 6 millió példányban kelt el. Az angol albumlistán a 23. helyet érte el. Ezen az albumon hallható az első Top 20-as slágerük, a Dance the Night Away.

## Az album dalai
1. You’re No Good (Ballard, Jr.) – 3:12
2. Dance the Night Away – 3:04
3. Somebody Get Me a Doctor – 2:51
4. Bottoms Up! – 3:04
5. Outta Love Again – 2:49
6. Light Up the Sky – 3:09
7. Spanish Fly – 0:58
8. D.O.A. – 4:07
9. Women in Love… – 4:05
10. Beautiful Girls – 3:55

## Kislemezek
- 1979 "Dance The Night Away" #15 US
- 1979 "Beautiful Girls" #84 US